# Anders Bååth
Anders Olov Bååth Sjöblom (Järfälla, 13 aprile 1991) è un allenatore di calcio ed ex calciatore svedese, di ruolo centrocampista.

## Carriera

### Giocatore
È cresciuto nell'IFK Viksjö, squadra della sua città natale Järfälla.
Bååth ha collezionato le prime 4 presenze in Superettan nel campionato 2008, con il Brommapojkarna, prima di essere ceduto in prestito per un anno in terza serie al Gröndals IK.
Scaduto il contratto con il Brommapojkarna, il centrocampista ha firmato con il Syrianska. Durante il suo primo anno in giallorosso, nel 2010, ha collezionato 12 presenze nella stessa stagione che ha consegnato al club la sua prima promozione dalla Superettan alla Allsvenskan. Al termine della stagione 2013 il Syrianska è retrocesso, ma Bååth è rimasto nella massima serie grazie al trasferimento al Gefle. Qui diventa vice capitano a partire dal campionato 2016, a seguito del ritiro di Anders Wikström e della partenza di David Fällman. A fine anno il Gefle è retrocesso in Superettan, e Bååth ha lasciato il club complice il contratto in scadenza.
Ha iniziato la stagione 2017 tornando al Brommapojkarna nel campionato di Superettan, ma dopo pochi mesi è rimasto svincolato. Nel 2018 è approdato in Finlandia al SJK.
Nel 2019 è tornato a vestire i colori del Syrianska nella Superettan svedese, ma a fine anno la squadra non solo è retrocessa in terza serie sul campo, ma anche in quarta serie per motivi economici su richiesta della Federazione. Bååth, che aveva un contratto in scadenza, è così rimasto svincolato. Nelle stagioni 2020 e 2021 ha giocato con lo United IK Nordic, rispettivamente nella quinta e nella quarta serie nazionale.
Nonostante l'inizio della carriera da allenatore sulla panchina dell'Österlen FF, Bååth è sceso campo in 7 occasioni nel campionato di quarta serie 2022, ricoprendo talvolta il ruolo di allenatore-giocatore.

### Allenatore
Prima dell'inizio della stagione 2022, Bååth è stato nominato capo allenatore dell'Österlen FF, formazione che era reduce da una retrocessione nella quarta serie nazionale. La sua squadra ha chiuso il campionato di Division 2 Södra Götaland 2022 al sesto posto.
Per l'anno seguente è stato assunto come capo allenatore dell'Åtvidabergs FF, club militante nella terza serie nazionale, senza però riuscire poi ad evitare la retrocessione in quarta serie.
In vista della stagione 2024 ha sottoscritto un accordo biennale come nuovo capo allenatore dell'Umeå FC, altra formazione militante nel terzo livello del calcio svedese.

## Palmarès

### Club

#### Competizioni nazionali
- Superettan: 1

Syrianska: 2010